# Проліски (Бориспільський район)
Про́ліски — село на східній околиці міста Києва, Бориспільського району Київської області в Україні. Входить до складу Пристоличної сільської громади. Назва селища походить від українського слова «Пролісок». 

## Історія
Назву та статус присвоєно 27 червня 1969 р., коли був виданий Указ Президії Верховної Ради УРСР «Про присвоєння найменувань окремим населеним пунктам Київської області». Цим указом у Бориспільському районі присвоєно назви: поселенням радгоспу Бортничі — село Щасливе і село Проліски. Відтоді і йде відлік історії села Проліски.

## Населення

### Мова
Розподіл населення за рідною мовою за даними перепису 2001 року:
| Мова            | Кількість | Відсоток |
| --------------- | --------- | -------- |
| українська      | 1621      | 87.91%   |
| російська       | 212       | 11.50%   |
| білоруська      | 1         | 0.05%    |
| польська        | 1         | 0.05%    |
| інші/не вказали | 9         | 0.49%    |
| Усього          | 1844      | 100%     |

## Місцеве самоврядування
Місцева рада знаходиться в сусідньому селищі Щасливе, розташованому на протилежній стороні Бориспільського шосе, яке зв'язує Київ і Міжнародний Аеропорт «Бориспіль» і є частиною автошляху М-03, Київ-Харків. Кілька великих проєктів були заплановані в районі цих селищ у зв'язку з Євро-2012, у тому числі будівництво нового бізнес-парку «Про́ліски» і Бориспіль Плаза. Цей район є домівкою для українського футбольного клубу Княжа[джерело?]. Новий генеральний план розвитку селищ Проліски-Щасливе передбачає зростання населення до 14 200 чоловік[джерело?].

## Місцева економіка
Закрите акціонерне товариство Бориспільський автозавод, ПриватЛізинг компанія (ПриватБанк), філія Акціонерного Банку «Південний», Дочірнє Підприємство з Іноземними Інвестиціями "Сумітек Україна, компанія внутрішньоукраїнської та міжнародної експрес-доставки вантажів та кореспонденції TMM Express і АМАКО (American Machinery Company) розташовані в Пролісках. До основних роботодавців в Пролісках належать також Відкрите акціонерне товариство Дніпронафтопродукт, ТОВ «Інвестпроєкт» (виробництво кавових напоїв), кілька компаній митної служби, а також гіпермаркет Fozzy C & C.

## Культура та рекреаційні зони
Зони відпочинку в Пролісках включають соснові ліси змішані з березовими гаями. Центр верхової їзди а також 10 ґектарний ландшафтний заказник з дубовим гаєм розташовані в селі Чубинське.
Нещодавно збудована Українська православна церква Всіх Святих, Київського Патріархату, знаходиться в Пролісках[джерело?].

## Транспорт
Залізнична станція Георгія Кирпи в Дарницькому районі Києва знаходиться за 1,5 км від Пролісок. Бориспільська є найближчою станцією метро на Сирецько-Печерській лінії Київського метро куди можна дістатися на маршрутці.
Протягом вересня — листопада 2017 року, проведено капітальний ремонт автомобільної дороги по вулиці Броварська, що проходить біля села і поєднує автошляхи М03 та Р03. Було повністю замінено покриття дороги та розширено з обох сторін. 28.11 2017 рух автодорогою відкритий.